# Goodenia glabra
Goodenia glabra är en tvåhjärtbladig växtart som beskrevs av Robert Brown. Goodenia glabra ingår i släktet Goodenia och familjen Goodeniaceae. Inga underarter finns listade i Catalogue of Life.